# 杂草

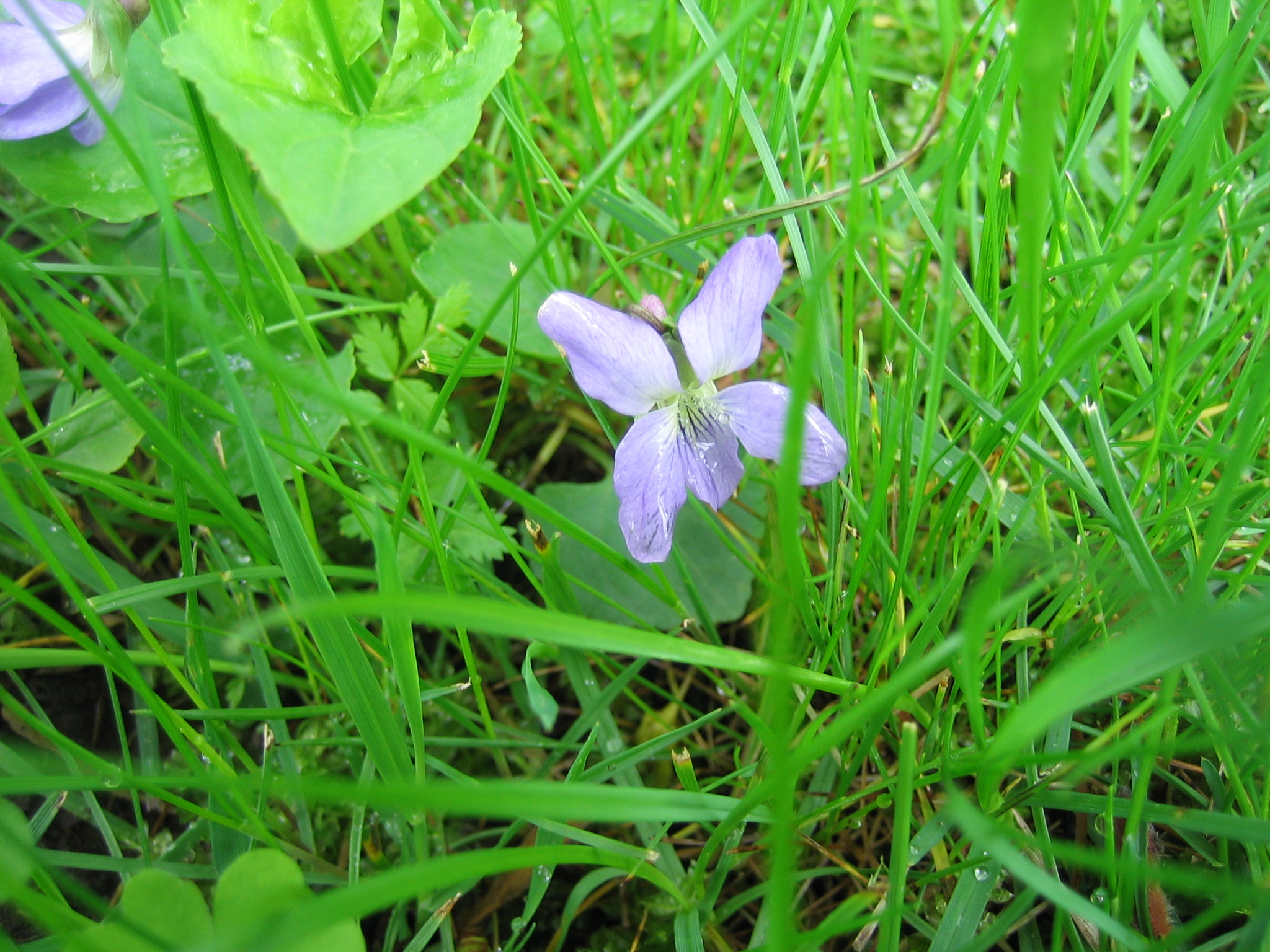
野生紫羅蘭 (Viola conspersa)在北美被視為杂草的一種。

野草一般指在庭園、草坪或農地等土地上並非刻意栽種的植物。杂草泛指在某种情况下不受人类欢迎的野草，一般專指不需栽種而能夠自行大量繁殖的植物。以上两种概念都不限于草本植物，为囊括其他种类可有杂树、杂木、杂植之称。植物被視為“杂”與否，屬主觀判斷，有些杂草在特定地區或族群不受歡迎，但在其他地區或族群有可能因為可入藥、食用、觀賞等用途，或不產生威脅，而不被視為杂草。
杂草不受歡迎的原因各有不同。植物可以因不美觀而被視為杂草。很多時候，杂草有侵害性，會消耗泥土中的營養，又或遮閉陽光，阻礙較受歡迎的植物或農作物生長。部分杂草帶有毒性，會降低周邊植物的產量或經濟價值，或會容納及散佈對農作物或人類有害的致病原，因而被刻意清除。但另一方面，杂草亦有可能是一般草地草種的返祖現象。例如：一般的草地經過雜交處理，並不開花及不能繁殖，但返祖的草地，卻可能會開有白色或黃色的小花。這些返祖的草地，亦有可能被當作是雜草。
在一部分地區（例如：澳大利亞）的地方政府對當地居民的庭院有嚴格限制，不能讓杂草生長，否則會被檢控。特别有侵害性（例如同时有毒且为入侵物种）的杂草称为有害杂草，会列入政府名单禁止种植并要求清除。

## 常被認為是杂草的植物

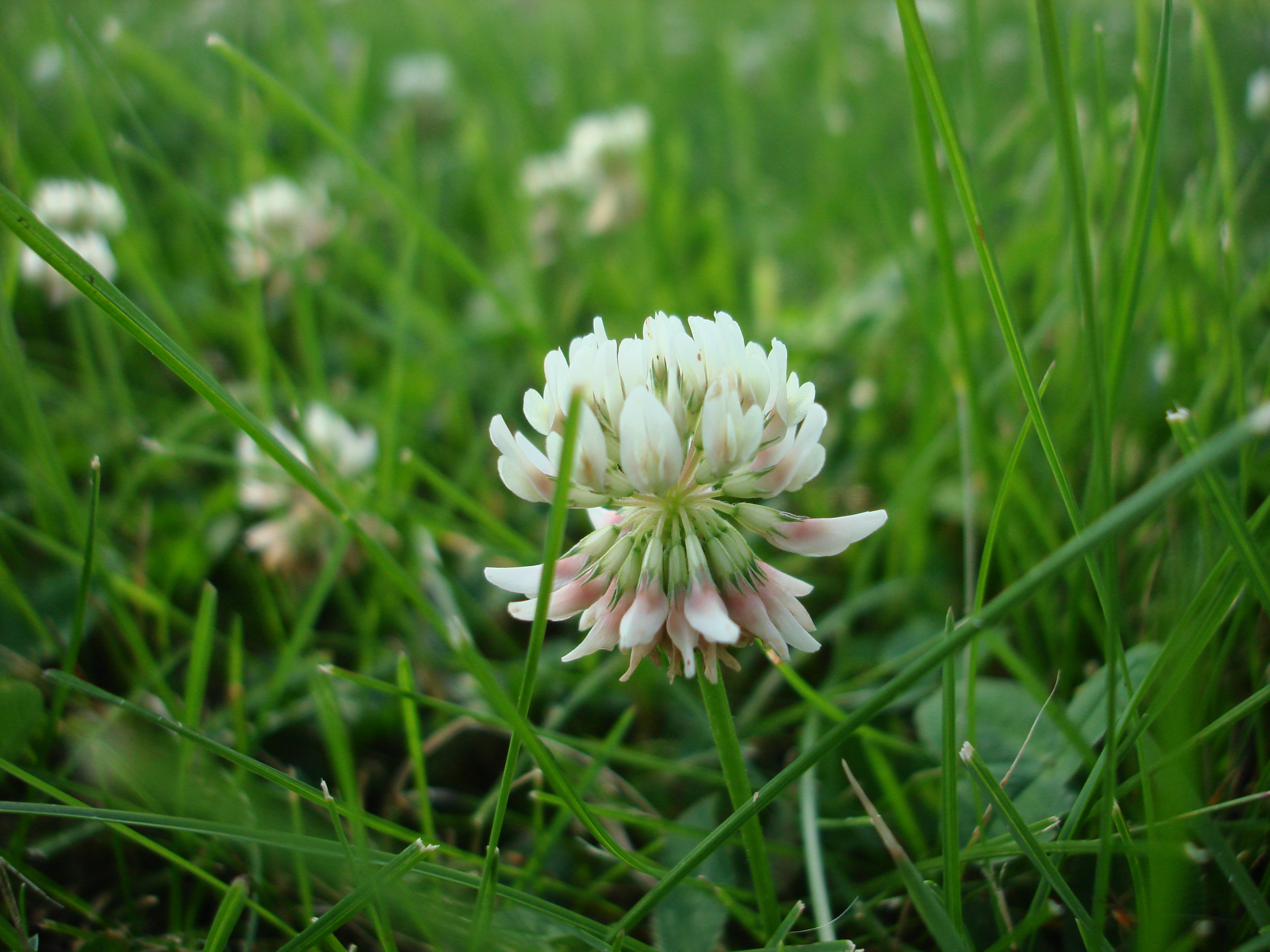
白三葉草在某些時候會被視為庭園的雜草，但在更多情況下，是蜂蜜及泥土氮肥的來源。

- 拖鞋蘭（學名：Paphiopedilum）：在澳大利亞被列為入侵物種。
- 刺果瓜（學名：Sicyos angulatus L.）：在中国大連市被列為入侵物種，需要清除。
- 薇甘菊（學名：Mikania micrantha）：即小花蔓澤蘭，一種在世界多個地區蔓延的入侵性植物，極容易生長，很難清除。
- 寬葉車前（學名：Plantago major）：多年生中藥材，散落在泥裡的種子可以經過很多年才發芽生長。在美國被認為是杂草。
- 田灌草（學名：Plantago asiatica）：又稱車前草，有藥用功效。
- 崩大碗（學名：Centella asiatica）：葉片榨汁加水去煮，便成為涼茶，且可作藥用。
- 牛蒡（學名：Arctium lappa）：二年生植物。食用植物，在東亞地區為食材。
- 金錢薄荷（學名：Glechoma hederacea）：多年生植物，來自台灣及東南亞的原生植物，在北美被視為雜草。為藥用植物。
- 蒲公英（學名：Taraxacum）：多年生草本植物，風媒，生長快速，能忍受乾旱。為著名野菜之一，其葉燙過之後即可食用，如同地瓜葉。
- 一枝黃花（學名：Solidago decurrens）：多年生植物
- 野葛（學名：Pueraria lobata）：多年生植物。
- 乳漿大戟（學名：Euphorbia esula）：又名「狼奶草」，多年生植物，有地下莖。
- 乳薊（學名：Silybum marianum）：又名「聖母薊」，一年生或二年生植物。
- 含羞草（學名：Mimosa pudica）：可作觀賞用途，但生長速度快、適應力強，被視為杂草。
- 三葉毒藤（學名：Toxicodendron radicans）：多年生植物，在美國加州為患。
- 豚草屬（學名：Ambrosia）：一年生植物。
- 酸模（學名：Rumex acetosa）：一年生植物，可作為調味料。
- 鹽膚木（學名：Rhus chinensis）：多年生木本植物。可藥用。
- 野胡蘿蔔（學名：Daucus carota var. sativa）：英文又名「bird's nest」、「lace-flower」、「devel's plague」、「bee's nest」、「Queen Anne's lace」，二年生伞形科植物，原产欧亚大陆，是重要田间杂草。不過，奶牛吃後所生產的牛奶會有怪味[4]。
- 酢醬草（學名：Oxalidaceae）：多年生植物。
- 野西瓜苗（學名：Hibiscus trionum）：又名香鈴草，錦葵科，一年生草本植物。原生於地中海東部，但後來在南歐擴散。雖然被當中杂草處理，亦有當作觀賞植物種在後園的。
- 馬齒莧（學名：Portulaca oleracea）：在日本被列為杂草，但山形縣居民卻是當作野菜。香港常見蔬菜。
- 香附：雖是杂草，但也是中藥裡的一味草藥
- 野生莓果類：大多可食，是野菜之一，於野外受困時亦可摘取食之而充饑。(如蛇莓、杂草莓、雪莓)
- 龍葵：被當成杂草的草藥，其漿果可食，但有輕微毒性，食用過多會拉肚子。
- 銀膠菊：惡名昭彰的入侵種杂草，會使人過敏。
- 大花咸豐草：在台灣常見的入侵植物。
- 水生含羞草 （學名：Neptunia oleracea）：常見杂草，有敏感葉片；可藥用；其嫩莖、葉及莢果可供人類食用；保土植物，在東南亞亦是經濟作物[5]。
- 薺（學名：Capsella bursa-pastoris）：十字花科，北半球分布普遍的一種雜草，亦可食用，生有心形角果及白色小花

## 參看
- 有益杂草 - 有益杂草列表
- 除草劑 - 農藥
- 杂草控制 - 杂草品種
- 大麻：外號亦作「杂草」(Weed)
- 入侵物種

## 外部連結
- 《杂草辨識手冊 （页面存档备份，存于）》(Weed Identification Guide)，美國弗吉尼亚理工学院暨州立大学 （英文）
- Mulligan, Gerald A.  [美國北部及加拿大常見杂草].   [2021-03-17]. （原始内容存档于2021-01-22） （英语）.